# 月館の殺人
『月館の殺人』（つきだてのさつじん）は、原作：綾辻行人、作画：佐々木倫子による日本の漫画作品。小学館発行の漫画雑誌『月刊IKKI』にて、2005年2月号（2004年12月発売）から2006年6月号（2006年4月発売）にかけて連載。単行本は上下巻構成になっている。
IKKI編集部には鉄道ファンが多く、その影響が作品のストーリーや登場人物たちにみられる。『鉄子の旅』、『阿房列車』とともにIKKIの鉄道マンガ三部作の一つ。こちらは「鉄子の旅」シリーズ（IKKI担当した第一部・第二部）を担当した江上英樹編集長とカミムラが編集を担った。

## あらすじ
鉄道といえばゆいレールしかない沖縄県で育った女子高生の雁ヶ谷空海は、鉄道嫌いの母の影響もあり、未だかつて電車に乗ったことがない。母の死から2か月後、弁護士の中在家に「母方の祖父が生きていて、財産相続の件でぜひ北海道まで来てほしい」と伝えられる。祖父の待つ月館へは、鉄道で行かなければならないとのこと。空海が乗るのは、「20時40分 稚瀬布（ちせっぷ）発 月館（つきだて）行 幻夜（げんや）号」。迎えに来た中在家の運転で稚瀬布駅へ向かう途中、車がスリップして立ち往生しているところへ、同じく幻夜号に乗るという日置という青年が通りかかり、中在家を残して駅まで乗せていってもらうことになる。
幻夜号はオリエント急行の車輌を用いた編成で、革張りのソファ、カーペット敷きの床、バーやピアノまで完備された豪奢な内装を持つ列車だった。乗客は空海、日置らを含む7人。空海以外の6人は皆「テツ」で、しかも祖父の招待客らしい。そして空海はこの6人の中から結婚相手を選ぶことが、財産相続の条件だと思い込む。いつしか話題は「首都圏連続殺人事件」に及ぶ。犯人は必ず死体の側にあるカードを残していくらしい。そして犠牲者は全員それぞれに名の通ったテツであることがわかってくる。
深夜、「寒くて眠れない」という乗客の苦情により、日置の客室を覗いてみると、そこには彼の惨殺死体と首都圏連続殺人犯が残していくというカードが残されていた。

## 登場人物

### 幻夜号乗客
月舘十蔵に招待されて、「幻夜号」に乗車した人たち。
雁ヶ谷 空海（かりがや そらみ）
高校3年生。沖縄出身。好物はバナナ。
鉄道を極端に嫌う母親のため、モノレールを含めあらゆる鉄道に乗ったことがなく、修学旅行にさえ行かせてもらえなかった。
亡くなった父親はパイロットだったが、飛行機にも乗ったことがない。
小・中学生時代は男子に「クウカイ」呼ばわりされたイジメられっ子であった（そのため、軽度の男性不信の節がある）。
日置 健太郎（ひおき けんたろう）
26歳。千葉出身。カエデ探偵事務所に勤務。自称・鉄道考古学テツ。
幻夜号の乗客として稚瀬布駅に向かう途中、雪で車が立往生した空海と中在家に遭遇し、空海を連れて幻夜号に乗車する。
テツの中では最も常識的な言動で空海の信頼を得るが、深夜に個室で死亡しているのが発見される。
今福 健至（いまふく けんじ）
35歳。埼玉出身。獣医師で専門は内科。好物はジャーマンハンバーグ定食。
コレクションテツで、車中の様々なものを盗み出そうとしては止められる。
中ノ郷 清（なかのごう きよし）
40歳。東京出身。機器メーカーエンジニア。好物は柿ピーと冷凍みかん。
撮りテツで、あらゆる休みを全て山口線の撮影に費やしており、それが原因で妻と離婚した。
杉津 治彦（すいづ はるひこ）
30歳。京都出身。フリーター。好物は苺ジャムを塗った食パン。
乗りテツ。鉄道全駅の全設備を使い切った乗降を達成している。毎回駅の公衆電話で実家に電話しては親に迷惑がられている。
沼尻 孝一（ぬまじり こういち）
24歳。新潟出身。市職員。好物は新潟名物へぎそば。時刻表テツで「理想のダイヤ」を考案し、それがJRに一部採用される。
空海に一目惚れ（？）し「空海とオレのラブ・ダイヤ」なるものを作成する。
竜ヶ森 集（りゅうがもり しゅう）
23歳。鎌倉出身。大学生だが本人曰く「一応大学に籍は残ってる」という状態とのこと。
好物はカレーライス。模型テツで、車内中のあらゆるものを黙々と測る。
両親も住む敷地30坪の自宅に、実物に換算すると総延長500キロメートルに相当する約3.3キロメートルのNゲージの鉄道模型レールを張り巡らせている。
聞かれもしないのに自らの得意分野をしゃべりたおす他のテツと異なり、自ら進んで話すことは稀で、問われても「……どうしても聞きたい？」と問い返してから、非常に短い言葉を発する。また、場の空気に囚われずマイペースを貫く。

### 幻夜号乗務員
十蔵に雇用されている列車の従業員。
川俣 孝夫（かわまた たかお）
幻夜号車掌。
宮田 一郎（みやた いちろう）
幻夜号機関士。
添田 二郎（そえだ じろう）
幻夜号機関助士。
三国 信一（みくに しんいち）
幻夜号サービスマン。窓からアライグマに餌をやっていた。
唐津 勘助（からつ かんすけ）
幻夜号バーテンダー。ミステリー小説が好きでピアノバー車に本を置いている。
倉吉 修（くらよし おさむ）
幻夜号ピアニスト兼料理人。ピアノのレパートリーは広く、救急戦隊ゴーゴーファイブの主題歌も演奏できる。

### その他
みずほたち乗客と従業員以外。
雁ヶ谷 みずほ（かりがや みずほ）
空海の母。家庭よりも鉄道趣味を優先した父に反発するあまり、鉄道に対して恨みと言っていいほどの極端な嫌悪を示し、決して娘を乗せようとしなかった。
23歳の時にパイロットの男性と駆け落ちする。行く先に沖縄を選んだのは、当時日本の都道府県で唯一鉄道が無かったため。
夫の死後は魚卸売市場で働き、女手一つで空海を育てるが、病を得て亡くなった。
中在家 勉（なかざいけ つとむ）
月館家の顧問弁護士。母親を亡くし独りぼっちの空海を迎えに来る。元検事だが民事専門で、得意分野は相続関係。
愛車はトヨタのセルシオ。
月館 十蔵（つきだて じゅうぞう）
みずほの父。北海道在住の資産家だが、究極の鉄道マニアで、巷では「キング・オブ・テツ」の異名をとる。
鉄道を偏愛して家庭を顧みず、さらに娘の結婚にも鉄道マンをと口を出そうとしたことから、みずほに離反されてしまう。
みずほの死を聞き、唯一の肉親である空海に遺産相続の話をするべく、北海道へ空海を招く。
室木（むろき）
月館家の執事。
魚沼（うおぬま）
月館家の料理人。
小本（おもと）
月館家のメイド。
大隅（おおすみ）
月館家の使用人。
小松島（こまつしま）
月館家の使用人。
郁恵（いくえ）
空海の親友。感情的な性格。

## 幻夜号について

### 幻夜号編成
- 機関車 - D51の241号機。実機は国鉄で営業運転された（後の動態保存運転を除く）最後の蒸気機関車だが、1976年、追分機関区で保管中火災に遭って焼失したため、現実世界では現存していない。
- 1号車 - 荷物車。荷物室の他、調理準備室や工作室がある。日本の車両にはほとんどないキューポラを持つ。
- 2号車 - 食堂車。ロングテーブルが置かれ、ディナー会場となる。
- 3号車 - プルマン車（プルマン式の食堂車）。向かい掛けの二人用テーブル席と個室からなる。
- 4号車 - ピアノバー車。
- 5号車 - 寝台車。一等寝台個室で全10室。部屋割は以下の通り。
  - 1、2号室：空室、3号室：中在家（乗車せず）、4号室：竜ヶ森、5号室：沼尻、6号室：中ノ郷、7号室：空海、8号室：杉津、9号室：今福、10号室：日置。
- 6号車 - スタッフ車。3人部屋個室。
  - （荷物車以下はオリエント急行の車両。ピアノバー車の同型車が、箱根ラリック美術館に静態保存されている。）

### 幻夜号通過駅
登場する地名・駅名は全て架空のものである。
- 20:40 稚瀬布（ちせっぷ）発
- 20:45 毛内別（けねべつ）
- 21:17 樽昼（たるびる）
- 21:51 幌沸（ほろふつ）
- 22:30 色別（いろべつ）
- 23:05 楓古潭（かえでこたん）
- 23:30 越冠（こしかっぷ）
- 01:34 留津（るっつ）
- 02:00 幸国（こうこく）
- 04:34 曲呂（まがろ）
- 05:06 志振戸井（しぶりとい）
- 05:31 北向（ほっこ）
- 06:00 無定渓（むじょうけい）
- 07:00 月館（つきだて）着

## 書籍情報
- IKKI COMICS（A5判）
  - 上巻：2005年8月10日発売、ISBN 4-09-188581-0。
  - 下巻：2006年7月28日発売、ISBN 4-09-188333-8。
- IKKI COMICS（新装版、B6判）
  - 上巻：2009年1月30日発売、ISBN 978-4-09-188445-9。
  - 下巻：2009年1月30日発売、ISBN 978-4-09-188446-6。
- 小学館文庫（文庫版）
  - 上巻：2017年1月13日発売、ISBN 978-4-09-196106-8。
  - 下巻：2017年1月13日発売、ISBN 978-4-09-196107-5。